# Ağa Hüseyin Paixà
Ağa Hüseyin Paşa (Edirne (Imperi Turc), 1776 / 1777 - Vidin, 25 d'abril de 1849) fou un militar otomà que fou determinant en els esdeveniments del 1826.
Quan tenia 10 o 12 anys va entrar als geníssers. El 1807-1812 va participar en la guerra contra l'Imperi Rus; recomanat al sultà, va pujar a l'escalafó arribant a coronel de regiment, que el situava el tercer a la jerarquia dels geníssers (novembre de 1822) i poc després fou nomenat agha dels geníssers el 26 de febrer de 1823.
Va exercir gran influència sota el seu protector el gran visir Turnacızade Silahdar Ali Paşa que va exercir el càrrec entre el 10 de març i el 13 de desembre de 1823. Ascendí al rang de visir al final de 1823 però va conservar el títol Agha davant el seu nom. El 26 d'octubre de 1823 va deixar el càrrec d'agha i fou enviat com a governador de Bursa. Va donar suport a les reformes de Mahmut II (maig-juny de 1826) i quan els geníssers s'hi van oposar i es van aixecar foren derrotats per Ağa Hüseyin al front de l'artilleria i la infanteria lleials. La revolta dels geníssers fou sufocada el 15 de juny de 1826.
Els geníssers foren abolits i Hüseyin va esdevenir serasker (comandant en cap) del nou exèrcit el mateix dia de la seva fundació, i de l'abolició dels geníssers; el 17 de juny de 1826. Fou substituït el 9 de maig de 1827 per Khusraw Pasha, però va recuperar el càrrec el 20 de maig de 1828 i va marxar amb l'exèrcit cap al front rus. Va defensar el quarter general a Shumla, però els russos es van apoderar de les fortaleses del Danubi inferior; a la primavera del 1829 el va substituir Reshid Mehmed Pasha i Husayn va ocupar el comandament d'algunes fortaleses (Rusçuk, Edirne).
El 12 d'abril de 1832 fou nomenat governador d'Egipte, Abissínia i Creta però derrotat per les forces egípcies d'Ibrahim Paixà a Homs, (8-9 de juliol de 1832) i per segon cop al coll de Baylan (29 de juliol de 1832) fou destituït el 31 d'agost de 1832.
Va entrar al servei de Miloš Obrenović de Sèrbia com a comandant de Vidin (4 d'agost de 1833 a 1 de febrer de 1844, i d'octubre de 1846 fins a la seva mort el 1849).